# Joy Williams (judoka)
Joy Williams (23 de julio de 1983) es una deportista neozelandesa que compitió en judo. Ganó seis medallas en el Campeonato de Oceanía de Judo entre los años 2004 y 2014.

## Palmarés internacional
| Campeonato de Oceanía | Campeonato de Oceanía        | Campeonato de Oceanía | Campeonato de Oceanía |
| Año                   | Lugar                        | Medalla               | Categoría             |
| --------------------- | ---------------------------- | --------------------- | --------------------- |
| 2004                  | Numea (Francia)              | Medalla de plata      | Abierta               |
| 2006                  | Papeete (Francia)            | Medalla de oro        | Abierta               |
| 2006                  | Papeete (Francia)            | Medalla de plata      | –70 kg                |
| 2008                  | Christchurch (Nueva Zelanda) | Medalla de plata      | –63 kg                |
| 2013                  | Apia (Samoa)                 | Medalla de bronce     | –63 kg                |
| 2014                  | Auckland (Nueva Zelanda)     | Medalla de plata      | –63 kg                |